# 슴베

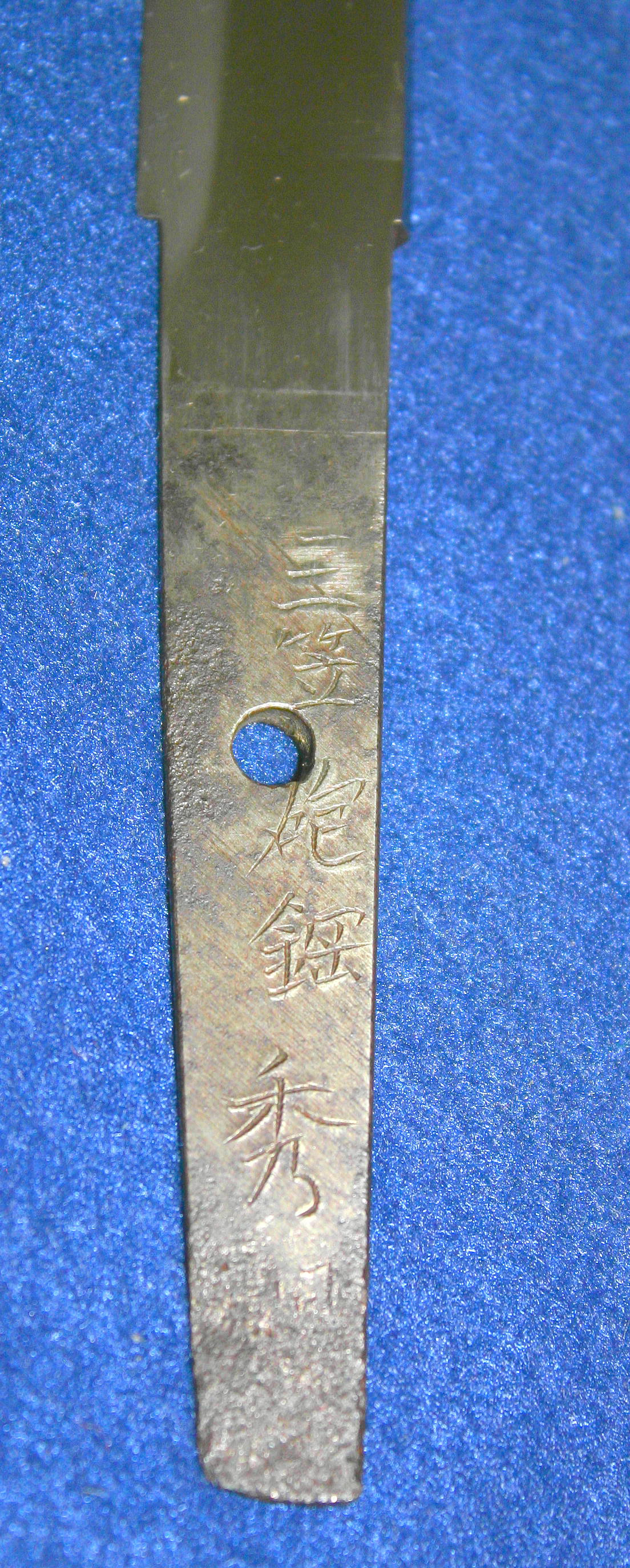
단도의 슴베.

슴베(영어: tang)는 날의 뒷부분으로, 자루와 날을 결합하는 부분이다.
칼, 검, 창, 화살촉, 끌, 줄, 코울터, 파이크, 낫, 스크루드라이버 등과 같이 스톡 재료로 확장되거나 핸들에 연결되는 도구의 블레이드 구성 요소의 뒷부분이다. 다양한 슴베 디자인을 모양, 핸들에 부착하는 방식, 핸들과 관련된 길이에 따라 분류할 수 있다.
나카고는 일본어로, 특히 카타나 또는 협차의 슴베를 언급할 때 사용되는 용어이다.